# Stazione di Bellisio Solfare
Stazione di Bellisio Solfare 2015-ben bezárt vasútállomás Olaszországban, Marche régióban,  településen.

## Vasútvonalak
Az állomást az alábbi vasútvonalak érintették:
- Urbino-Fabriano-vasútvonal

## Kapcsolódó állomások
A vasútállomáshoz az alábbi állomások vannak a legközelebb: 
- Stazione di Monterosso Marche
- Stazione di Pergola